# Niso venosa
Niso venosa is een slakkensoort uit de familie van de Eulimidae. De wetenschappelijke naam van de soort is voor het eerst geldig gepubliceerd in 1895 door G.B. Sowerby III.